# Joseph Sickenberger
Joseph Sickenberger (ur. 19 marca 1872 w Kempten (Allgäu), zm. 27 marca 1945 w Kitzbühel) – niemiecki teolog katolicki.

## Życiorys
Święcenia kapłańskie przyjął w 1896 roku. Po uzyskaniu habilitacji z Nowego Testamentu w 1903 roku został profesorem nadzwyczajnym patrologii na Uniwersytecie w Monachium. Od 1905 wykładał patrologię i archeologię chrześcijańską w Würzburgu, a od 1906 egzegezę na Uniwersytecie Wrocławskim. Od 1924 do zamknięcia wydziału teologicznego w 1939 roku był profesorem zwyczajnym egzegezy Nowego Testamentu i hermeneutyki biblijnej w Monachium.
Wydawał razem z Johannem Göttsbergerem czasopismo Biblische Zeitschrift.